# فیشر ساینتیفیک
فیشر ساینتیفیک (انگلیسی: Fisher Scientific) شرکت تجهیزات پزشکی آمریکایی است، که در سال ۱۹۰۲ تأسیس شد.